# 大灣 (西貢)
大灣（英語：Tai Wan）位於香港西貢東郊野公園的東端海岸，為西貢大浪灣四灣（西灣、鹹田灣、大灣、東灣四個海灣的統稱）之一。大灣毗鄰鹹田灣，是大浪灣之中最長的一個海灘，約長700米。大灣後方為大浪坳和大浪村。從大灣可看見有「香港三尖之首」之稱的蚺蛇尖。

## 地理
大灣位處香港幾乎最東端的海端，位置偏僻，一般從大浪坳經山路到達。大灣較為狹長，直面南海，故風浪頗大且有暗湧。大灣非香港政府刊憲泳灘，亦不設救生員服務，故不宜游泳。
遊人須要留意大灣並不是香港郊野公園指定露營地點。根據《郊野公園及特別地區規例》，在郊野公園指定地點以外的非法露營者，最高可罰款2000元及監禁三個月。 最近大灣的指定露營點是在鹹田灣。